# Wavrechain-sous-Denain
Wavrechain-sous-Denain è un comune francese di 1 688 abitanti situato nel dipartimento del Nord nella regione dell'Alta Francia.

## Società

### Evoluzione demografica
Abitanti censiti